# 七円定理

七円定理

幾何学における、七円定理（なな（しち）えんていり、英語: seven circles theorem）はユークリッド平面上の7つの円に関する定理である。 6つの円O1,O2,O3,O4,O5,O6がそれぞれ隣り合う2つの円とそれぞれ接し、また6つの円すべてが1つの円O7と（内部または外部で）接しているとする。O7との接点と6つの円について反対の円（隣り合う円とも隣り合わない円）とO7の接点を結んだ直線延べ3本は共点である。1974年、EvelynとMoney-CouttsとTyrrellによって、初等幾何学的な証明が発見された。 

## 証明
スタンレー・ラビノヴィッツ（Stanley Rabinowitz）の6円が内部にある場合の証明を紹介する。

### 補題
以下の補題を使用する。
・弦のチェバの定理:ある円の弦A1A4,A2A5,A3A6が一点Pで交わることと、A1A2・A3A4・A5A6 = A2A3・A4A5・A6A1が成り立つことは同値。
円周角の定理と三角形の相似から
{\displaystyle {\frac {A_{1}A_{2}}{A_{4}A_{5}}}={\frac {A_{1}P}{A_{5}P}},{\frac {A_{3}A_{4}}{A_{6}A_{1}}}={\frac {A_{3}P}{A_{1}P}},{\frac {A_{5}A_{6}}{A_{2}A_{3}}}={\frac {A_{5}P}{A_{3}P}}}
が成り立つので、辺々掛けて示される。
・中心をC1,C2、半径をr1,r2とする円O1,O2がMで外接し、また中心C、半径Rの円OとそれぞれA1A2で接するとき
{\displaystyle {\frac {{A_{1}A_{2}}^{2}}{4R^{2}}}={\frac {r_{1}r_{2}}{(R-r_{1})(R-r_{2})}}}
が成立する。
A1M,A2Mと円Oの二つ目の交点をD,Eとする。△C1A1M,△CA1Dは一つの角を共有し、また二等辺三角形なので、相似でC1M//CDが従う。同様に、C2M//CEが従い、C1,C2Mの共線よりD,C,Eは共線である。ところで円周角の定理と三角形の相似から、
{\displaystyle {\frac {A_{1}A_{2}}{DE}}={\frac {A_{1}M}{ME}}={\frac {A_{2}M}{MD}}}
である。D,C,Eの共線よりDEはOの直径であり、
{\displaystyle {\frac {{A_{1}A_{2}}^{2}}{4R^{2}}}={\frac {{A_{1}A_{2}}^{2}}{{DE}^{2}}}={\frac {A_{1}M\cdot A_{2}M}{ME\cdot MD}}={\frac {A_{1}M\cdot A_{2}M}{MD\cdot ME}}={\frac {r_{1}r_{2}}{(R-r_{1})(R-r_{2})}}}
と変形して、示される。

### 本題
6円Oi ,  i={1,2,...,6}とO7の接点をそれぞれAiとする。二つ目の補題より
{\displaystyle A_{1}A_{2}\cdot A_{3}A_{4}\cdot A_{5}A_{6}=8R^{3}{\sqrt {\prod _{i=1}^{6}{\frac {r_{i}}{R-{r_{i}}}}}}=A_{2}A_{3}\cdot A_{4}A_{5}\cdot A_{6}A_{1}}
なので、一つ目の補題より、A1A4,A2A5,A3A6は一点で交わる。
6つの円が外部にある場合は分母がR+riとなるだけで、同様に証明できる。